# 季節は次々死んでいく
「季節は次々死んでいく」（きせつはつぎつぎしんでいく）は、2015年2月18日にソニー・ミュージックアソシエイテッドレコーズから発売された、日本のバンド、amazarashiの1枚目のシングルである。

## 概要
2015年1月より放送された『東京喰種トーキョーグール√A（ルートエー）』のエンディングテーマに選ばれ、初回生産限定盤、通常盤の他に期間生産限定盤としてアニメジャケ使用のCDも発売された初のシングルである。初回生産限定盤にはanthology1386 cinema show Premium Acoustic LIVE、niconico Live @ 2014.10.27のDVDが付属する。
今回の表題曲「季節は次々死んでいく」のミュージックビデオの内容は、歌詞の形に切り取った肉を眼鏡をかけた女性が貪り喰うというもの。amazarashiの歌詞を表現するために、レーザーカッターで生の牛肉を歌詞の形で切り取るという世界初の手法を採用しており、冒頭にはミュージックビデオのテーマを象徴する谷川俊太郎の詩が引用されている。
「イノチはイノチを食べて生きています イノチを食べた私はいつかイノチに食べられる 私が美味しいといいのだけれど」—谷川俊太郎、『恐竜人間』(PARCO出版)
また、カップリング曲「自虐家のアリー」のリリックビデオも公開された。このリリックビデオには、歌詞を表示させることができるスピーカー"Lyric Speaker"が使用され撮影されている。
2月18日に発売するamazarashi初となるシングル「季節は次々死んでいく」のリリースを記念して、ニコ生にて皆で一緒に新曲を視聴できる新作試聴会と、秋田ひろむによるアコースティック生ライブの模様が放送された。

## 収録曲
| 全作詞・作曲: 秋田ひろむ。 |                                            |            |            |      |
| #                          | タイトル                                   | 作詞       | 作曲・編曲 | 時間 |
| 1.                         | 「季節は次々死んでいく」                   | 秋田ひろむ | 秋田ひろむ | 5:39 |
| 2.                         | 「或る輝き」                               | 秋田ひろむ | 秋田ひろむ | 1:50 |
| 3.                         | 「自虐家のアリー」                         | 秋田ひろむ | 秋田ひろむ | 5:28 |
| 4.                         | 「季節は次々死んでいく acoustic Version.」 | 秋田ひろむ | 秋田ひろむ | 6:14 |

| #  | タイトル           | 作詞 | 作曲・編曲 |
| -- | ------------------ | ---- | ---------- |
| 1. | 「ドブネズミ」     |      |            |
| 2. | 「風に流離い」     |      |            |
| 3. | 「奇跡」           |      |            |
| 4. | 「ひろ」           |      |            |
| 5. | 「穴を掘っている」 |      |            |
| 6. | 「もう一度」       |      |            |

## カバー
- 季節は次々死んでいく
  - Argonavis [的場航海（前田誠二）] - 2019年5月17日開催『BanG Dream! Argonavis 1st LIVE』などで披露[5]。
  - Raon 『RA:ONLY vol.1』収録